# Sara Maldonado
Sara Maldonado (ur. 10 marca 1980 w Jalapa Enriques) – meksykańska aktorka.

## Życie
Urodziła się w Jalapa Enriques jako córka Mario Maldonado i Sary Fuentes. Ma dwóch starszych braci Mario i Jesúsa oraz siostrę Fabiolę. W dniu 13 grudnia 2007 roku poślubiła producenta filmowego, Billy`ego Rovzara. W lutym 2011 roku, para ogłosiła decyzję o separacji.
Studiowała aktorstwo w Centro de Educación Artística of Televisa przez 2 lata. Studiowała także język angielski i aktorstwo podczas pobytu w Vancouver w 2004 roku. Brała udział w meksykańskim konkursie piękności "El Rostro del Heraldo", zorganizowanym przez meksykańską gazetę "El Heraldo" zajmując pierwsze miejsce.

## Kariera
Debiutowała jako protagonistka Lorena Álvarez w meksykańskiej telenoweli "El juego de la vida". W latach 2002 i 2003 brała udział w telenoweli młodzieżowej "Clase 406" w roli Tatiany 'Tatis' Del Moral. W kwietniu 2004 roku ponownie została wybrana do głównej roli, zagrała Dianę Antillón De La Reguera w "Corazones al límite". Następnie pojawiła się w "Mundo de Fieras" wcielając się w Paulinę Cervantes Bravo. Od 2007 do 2008 roku Maldonado zagrała główną rolę, Aymar Mayu Lazcano w "Tormenta en el paraíso". Od listopada 2010 do marca 2011 roku, zagrała tytułową rolę w "Aurora" do pierwszych 103 odcinków, gdzie następnie jej postać uśmiercono. Wystąpiła również w "Królowej Południa" jako Verónica Cortés. Ostatnio brała udział w telenoweli "El octavo mandamiento" grając Camilę San Millán.

## Filmografia

### Film
- 2012: Casi treinta jako Lucia

### Seriale telewizyjne
- 2001-2002: El juego de la vida jako Lorena Álvarez
- 2002-2003: Clase 406 jako Tatiana Del Moral
- 2004: Corazones al límite jako Diana Antillón de la Reguera
- 2006: Mundo de fieras jako Paulina Cervantes Bravo
- 2007-2008: Tormenta en el paraíso jako Aymar Lazcano Mayu
- 2007: 13 miedos jako Vanessa
- 2007: El Pantera
- 2010: Aurora jako Aurora Ponce de León
- 2011: Kapadocja (Capadocia) jako Monserrat "Monse" Olmos
- 2011: Królowa Południa (La Reina del Sur) jako Verónica Cortés
- 2011: El octavo mandamiento jako Camila San Millán

### Teledyski
- 2003: ¿Quién te dijo eso? – Luis Fonsi
- 2009: Pruébamelo – Gloria Trevi

### Spektakle teatralne
- 2003-2004: El Graduado jako Elaine Robinson
- 2012: Panorama desde el puente jako Catherine